# Ragnar Arvedson
Ragnar Arved Arvedson, född 4 december 1895 i S:t Lars församling i Linköping,  död 2 oktober 1973 i Hedvig Eleonora församling i Stockholm, var en svensk regissör, manusförfattare, filmproducent och skådespelare.

## Biografi
Arvedson studerade först vid en målarskola och ett handelsinstitut innan han sökte sig till teatern. Han studerade vid Dramatens elevskola 1914–1917. Därefter engagerades han vid olika teatrar i Stockholm, Göteborg och Helsingborg. Han filmdebuterade som skådespelare 1920 i Rune Carlstens Bomben.  Han medverkade sedan i ett 50-tal filmer som skådespelare. År 1935 regidebuterade han med Kanske en gentleman; dessutom skrev han ett 20-tal filmmanus.[källa behövs]
Arvedson är begravd på Norra begravningsplatsen i Stockholm.

## Filmografi (i urval)

### Filmroller
- 1920 – De läckra skaldjuren
- 1920 – Gyurkovicsarna
- 1920 – Bomben
- 1920 – Carolina Rediviva
- 1922 – Kärlekens ögon
- 1922 – Det omringade huset
- 1922 – Thomas Graals myndling
- 1923 – Andersson, Pettersson och Lundström
- 1924 – En piga bland pigor
- 1925 – Karl XII
- 1925 – Hennes lilla majestät
- 1925 – Damen med kameliorna
- 1926 – Hon, den enda
- 1927 – Hans engelska fru
- 1927 – Hin och smålänningen
- 1927 – En perfekt gentleman
- 1927 – Ungdom
- 1928 – Synd
- 1928 – Parisiskor
- 1930 – Kronans kavaljerer
- 1930 – Flottans lilla fästmö
- 1930 – För hennes skull
- 1931 – Hotell Paradisets hemlighet
- 1931 – Farornas paradis
- 1931 – Hans Majestät får vänta
- 1936 – Bröllopsresan
- 1943 – Elvira Madigan
- 1944 – Prins Gustaf
- 1945 – 13 stolar
- 1945 – I Roslagens famn
- 1947 – Supé för två
- 1949 – Gatan
- 1949 – Flickan från tredje raden
- 1951 – Frånskild
- 1952 – Under svällande segel
- 1953 – Göingehövdingen
- 1954 – Flicka med melodi
- 1955 – Resa i natten
- 1955 – Giftas
- 1955 – Den underbara lögnen
- 1955 – Flicka i kasern
- 1956 – Ett kungligt äventyr
- 1956 – Skorpan
- 1957 – Far till sol och vår
- 1957 – Räkna med bråk
- 1957 – Mästerdetektiven Blomkvist lever farligt
- 1959 – Lejon på stan
- 1960 – Djävulens öga
- 1960 – På en bänk i en park
- 1961 – Lita på mej, älskling!
- 1966 – Nattlek

### TV
- 1961 – Mr Ernest
- 1961 – Vildanden
- 1962 – Dödens arlekin
- 1963 – Societetshuset
- 1963 – Gertrud
- 1963 – Ett drömspel
- 1964 – Markisinnan
- 1970 – Röda rummet

### Regi
- 1935 – Kanske en gentleman
- 1936 – Ä' vi gifta?
- 1936 – Spöket på Bragehus
- 1936 – Stackars miljonärer
- 1937 – Lyckliga Vestköping
- 1937 – En sjöman går iland
- 1938 – Kustens glada kavaljerer
- 1938 – Herr Husassistenten
- 1939 – Spöke till salu
- 1940 – Gentleman att hyra
- 1941 – Alla tiders krigare
- 1941 – Så tuktas en äkta man
- 1941 – Ung dam med tur
- 1942 – En sjöman i frack
- 1943 – I dag gifter sig min man
- 1943 – Herre med portfölj
- 1947 – Supé för två
- 1947 – Maj på Malö
- 1949 – Jungfrun på Jungfrusund

### Manus
- 1936 – Ä' vi gifta?
- 1936 – Spöket på Bragehus
- 1936 – Stackars miljonärer
- 1937 – Lyckliga Vestköping
- 1938 – En sjöman går iland
- 1938 – Kustens glada kavaljerer
- 1938 – Herr Husassistenten
- 1940 – Gentleman att hyra
- 1942 – Mot nytt liv
- 1942 – En sjöman i frack
- 1943 – Herre med portfölj
- 1945 – Flickorna i Småland
- 1946 – Försök inte med mej
- 1946 – Brita i grosshandlarhuset
- 1946 – Saltstänk och krutgubbar
- 1946 – Hotell Kåkbrinken
- 1947 – Maj på Malö
- 1949 – Jungfrun på Jungfrusund
- 1952 – När syrenerna blomma
- 1955 – Ute blåser sommarvind
- 1955 – Flicka i kasern

## Teater

### Roller (ej komplett)
| År   | Roll                          | Produktion                                                                       | Regi               | Teater                       |
| ---- | ----------------------------- | -------------------------------------------------------------------------------- | ------------------ | ---------------------------- |
| 1919 | Vicomte de Nanjac             | En idealisk äkta man Oscar Wilde                                                 | Karl Hedberg       | Dramaten                     |
| 1919 | Claudius Adjutanten           | Fanvakt Otto Rung                                                                | Tor Hedberg        | Dramaten                     |
| 1919 | Sérignan                      | Äventyret Gaston Arman de Caillavet och Robert de Flers                          | Karl Hedberg       | Dramaten                     |
| 1920 | Kabinettssekreteraren         | Paradsängen Gunnar Heiberg                                                       | Karl Hedberg       | Dramaten                     |
| 1921 | Orsino                        | Trettondagsafton eller Vad ni vill William Shakespeare                           | Gustaf Linden      | Helsingborgs stadsteater     |
| 1921 | Bob Bennet                    | Rena rama sanningen James H. Montgomery                                          | Rudolf Wendbladh   | Helsingborgs stadsteater     |
| 1921 | Fredrik                       | Pelikanen August Strindberg                                                      | Olof Molander      | Helsingborgs stadsteater     |
| 1921 | Gino Riccardi                 | Otrogen Roberto Bracco                                                           | Rudolf Wendbladh   | Helsingborgs stadsteater     |
| 1921 | Erik Bratsberg                | Min ska du bli! Ernst Fastbom                                                    | Robert Johnson     | Helsingborgs stadsteater     |
| 1922 | Freddie Neville               | Flickan i bilen Wilson Collison och Avery Hopwood                                | Rudolf Wendbladh   | Helsingborgs stadsteater     |
| 1922 | Edward Luton                  | Cirkeln W. Somerset Maugham                                                      | Mathias Taube      | Helsingborgs stadsteater     |
| 1922 | Ferdinand                     | Flamman Hans Müller-Einigen                                                      | Rudolf Wendbladh   | Helsingborgs stadsteater     |
| 1923 | Percy Jones                   | Din nästas fästmö Adelaide Matthews och Anne Nichols                             | Ernst Eklund       | Blancheteatern               |
| 1923 |                               | Sådan är hon Yves Mirande och Alex Madis                                         | Tollie Zellman     | Djurgårdsteatern             |
| 1923 | Montague Jordan               | Eliza stannar Henry V. Esmond                                                    | Gösta Ekman        | Djurgårdsteatern             |
| 1923 | Theodor                       | Sten Stensson Stéen från Eslöf John Wigforss                                     | Elis Ellis         | Blancheteatern               |
| 1924 | Alois Graumüller              | Grevinnan Lolotte Leopold Lipschütz                                              | Ernst Eklund       | Blancheteatern               |
| 1924 | Marcel                        | Odygdens belöning Félix Gandéra och Claude Gevel                                 | Karin Swanström    | Blancheteatern               |
| 1925 | Owen Folliott                 | Maskopi J. E. Harold Terry                                                       | Rune Carlsten      | Djurgårdsteatern             |
| 1926 | Jacques Gaillac               | De nya herrarna (Les Nouveaux Messieurs) Robert de Flers och Francis de Croisset | Harry Roeck-Hansen | Svenska Teatern, Helsingfors |
| 1926 | Greve Silvio Sangiorgi        | Otrogen (Infedele) Roberto Bracco                                                | Tollie Zellman     | Svenska Teatern, Helsingfors |
| 1926 | Clarence Topping              | En tillfällig äkta man Edward A. Paulton                                         | Einar Fröberg      | Blancheteatern               |
| 1927 | Felix Brenner                 | Det farliga året Rudolf Lothar och Hans Bachwitz                                 | Harry Roeck-Hansen | Blancheteatern               |
| 1927 | Martin                        | Livets gång Clemence Dane                                                        | Harry Roeck-Hansen | Blancheteatern               |
| 1928 | Axel von Fersen               | Gustaf III August Strindberg                                                     | Rune Carlsten      | Oscarsteatern                |
| 1929 | Hindun                        | Maya Simon Gantillon                                                             | Harry Roeck-Hansen | Blancheteatern               |
| 1929 | Valois de Séparée             | Hotell Pompadour Walter Hackett                                                  | Harry Roeck-Hansen | Blancheteatern               |
| 1929 | Normie de Wit                 | S.k. kärlek Edwin J. Burke                                                       | Harry Roeck-Hansen | Djurgårdsteatern             |
| 1929 | James Berridge                | Så förtjusande människor Michael Arlen                                           | Einar Fröberg      | Blancheteatern               |
| 1929 | Kyrkoherde Pumphrey           | Skiljas Clemence Dane                                                            | Harry Roeck-Hansen | Blancheteatern               |
| 1929 | Howard Joyce, advokat         | Brevet W. Somerset Maugham                                                       | Harry Roeck-Hansen | Blancheteatern               |
| 1930 | Fanères                       | Ett dubbelliv Henri-René Lenormand                                               | Harry Roeck-Hansen | Blancheteatern               |
| 1930 | Colin Tabret                  | Den heliga lågan W. Somerset Maugham                                             | Harry Roeck-Hansen | Blancheteatern               |
| 1931 |                               | Anständighetens vällust Luigi Pirandello                                         | Anders de Wahl     | Turné                        |
| 1931 | Häradshövding Abraham Björner | Hans nåds testamente Hjalmar Bergman                                             | Per Lindberg       | Vasateatern                  |
| 1931 | Kapten von Schlettow          | Skomakarkaptenen i Köpenick Carl Zuckmayer                                       | Per Lindberg       | Vasateatern                  |
| 1931 | Max Lawrence                  | Mammas förflutna Paul Osborn                                                     | Tollie Zellman     | Vasateatern                  |
| 1932 |                               | Gröna hissen Avery Hopwood                                                       | Gösta Ekman        | Vasateatern                  |
| 1932 | Presidenten                   | Frihetsligan Jules Romains                                                       | Per Lindberg       | Vasateatern                  |
| 1932 | Buster                        | Till Hollywood George S. Kaufman och Marc Connelly                               | Gösta Ekman        | Vasateatern                  |
| 1932 |                               | Den farliga vägen A.A. Milne                                                     | Anders de Wahl     | Turné                        |
| 1932 | Doktor Henning                | Urspårad Karl Schlüter                                                           | Svend Gade         | Blancheteatern               |
| 1933 | Oscar                         | Fruns båda män Félix Gandéra och André Monetzi-Eon                               | Karin Swanström    | Turné                        |
| 1934 | Crémone                       | Domino Marcel Achard                                                             | Per Lindberg       | Blancheteatern               |
| 1934 |                               | En kvinna som vet vad hon vill Louis Verneuil, Alfred Grünwald och Oscar Straus  | Nils Johannisson   | Oscarsteatern                |
| 1935 |                               | Ung kärlek Samson Raphaelson                                                     | Ragnar Arvedson    | Konserthusteatern Turné      |
| 1937 | Petrowitsch                   | I kärlek BC Ladislaus Bus-Fekete                                                 | Martha Lundholm    | Vasateatern                  |
| 1951 | Generalen                     | Ta hand om Amelie Georges Feydeau                                                | Hjördis Petterson  | Intiman                      |
| 1952 | Paul Tabourier                | I kväll i Samarkand Jacques Deval                                                | Per Gerhard        | Vasateatern                  |
| 1961 | Mr Brownlow                   | Oliver! Lionel Bart                                                              | Sven Aage Larsen   | Oscarsteatern                |
| 1963 | General Etienne Lonségur      | Victor eller När barnen tar makten Roger Vitrac                                  | Mimi Pollak        | Dramaten                     |
| 1965 | Stengästen                    | Don Juan Molière                                                                 | Ingmar Bergman     | Dramaten                     |
| 1965 | Tiggaren                      | Yvonne, prinsessa av Bourgogne Witold Gombrowicz                                 | Alf Sjöberg        | Dramaten                     |
| 1967 | Gèricault                     | Flickan i Montreal Lars Forssell                                                 | Jackie Söderman    | Dramaten                     |
| 1972 | Kammarherre Stockman          | Vildanden Henrik Ibsen                                                           | Ingmar Bergman     | Dramaten                     |

### Regi
| År   | Produktion                         | Upphovsmän                                 | Teater         |
| ---- | ---------------------------------- | ------------------------------------------ | -------------- |
| 1935 | Han, hon och han Design for living | Noël Coward Översättning Carlo Keil-Möller | Blancheteatern |

### Scenografi
| År   | Produktion                    | Upphovsmän                                    | Regi               | Teater         |
| ---- | ----------------------------- | --------------------------------------------- | ------------------ | -------------- |
| 1930 | Ett dubbelliv Une vie secrete | Henri-René Lenormand Översättning Elsa Thulin | Harry Roeck-Hansen | Blancheteatern |